# Lisbeth Nypan
Lisbeth Nypan, född 1610, död september 1670, var en norsk kvinna som tillsammans med sin make Ole Nypan avrättades för häxeri. Hon är tillsammans med Anne Pedersdotters det troligen med kända och mest väldokumenterade offret för häxjakten i Norge. 
Lisbeth Nypan var gift med Ole Nypan, som ägde ett värdshus i Trondheim, och var själv sedan 1640-talet aktiv som naturläkare. 
År 1670 lämnade paret in en stämning för förtal, men målet vände snart mot dem och utvecklades till en häxprocess. Lisbeth Nypan anklagades för att i sin verksamhet som naturläkare kunna göra patienter, och även djur, inte bara friska utan också sjuka, något som stöddes av det faktum att Ole Nypan ofta påminde folk han grälade om vem han var gift med, vilket uppfattades som ett hot. 
Det faktum att paret inte erkände häxeri trots tortyr medverkade till att de dömdes som skyldiga och fick det strängaste straffet. Lisbeth Nypan avrättades genom bränning på bål, medan Oly Nypan avrättades genom halshuggning. 